# Festival de cortometrajes José Francisco Rosado
El Festival de cortometrajes José Francisco Rosado, también conocido como Premios Pacas, es un evento cinematográfico destinado a premiar los mejores cortometrajes que se presenten al concurso. Debido a la alta participación de las últimas ediciones se ha convertido en un festival de ámbito nacional en España. Este se celebra en el municipio castellanomanchego de Pedro Muñoz.

## Historia
La primera edición se celebró en 1997 impulsado por José Francisco Rosado que dio nombre al festival. La segunda edición se celebró en agosto de 2012 como conmemoración de la primera en el 15° aniversario de la misma. Esta segunda edición tuvo relativo éxito contando con 70 cortos de ámbito nacional para premiar. El tercer certamen (Pacas 3.0) se celebró en enero de 2016 desde entonces se planea celebrar cada año en ese mes. Pacas 4.0 se celebró en enero de 2017, para este último evento se han recibido más de 3.400 cortometrajes tanto de España como de otros países, hecho que lo convierte en un festival de carácter internacional.

## Ediciones
- Pacas (1997).
- Pacas 2.0 (2012).
- Pacas 3.0 (2016).
- Pacas 4.0 (2017).